# Deteção Militar de Atividades Antipátria
A Detecção Militar de Atividades Anti-Pátria (DEMIAP; Détection Militaire des Activités Anti-Patrie), também chamado de Estado-Maior da Inteligência Militar, é o serviço de inteligência das Forças Armadas da República Democrática do Congo. Sucedeu o Serviço de Ação e de Inteligência Militar (SARM).
Segundo fontes oficiais belgas em 2002, esteve sob a autoridade, "pelo menos oficialmente", do chefe de gabinete das Forças Armadas da República Democrática do Congo (FARDC).
O DEMIAP é a inteligência militar nacional. Seu antigo comandante, general Dieudonné Mbandakulu, foi nomeado em 2007 chefe das FARDC.